# Radio en Bolivia
La radio en Bolivia se constituye un medio masivo de comunicación en el país. La mayor concentración de los medios radiales se encuentra en las ciudades y poblaciones cercanas al eje troncal (La Paz, Cochabamba y Santa Cruz). En cuanto a las redes de caracter nacional, la mayoría tiene su sede central en la ciudad de La Paz, que se considera la sede de Gobierno. La radio en Bolivia da inicio con el Decreto Supremo de 22 de junio de 1925, siendo esta la disposición que legalizaba la apertura de transmisiones de radio o broadcasting. Las primeras transmisiones de carácter oficial son las de Radio Chuquisaca en septiembre de 1928 en Sucre y Radio Nacional de Bolivia en marzo de 1929 en La Paz, respectivamente.
Se estima que existen alrededor de 185 empresas administran una estación o un sistema de cadenas afiliadas de estaciones de radio en el territorio nacional con una treintena aproximada de radiodifusoras en cada capital departamental, emitiendo señal al resto de su la región o al país en caso de las asociadas o mancomunadas como red; existen también radioemisoras locales en las capitales de provincia, generalmente dependientes de sus municipios. 
Actualmente existen 13 reconocidas cadenas o sistemas que cubren toda el área nacional, entre las más destacadas están:
- Radio Illimani la emisora del Estado boliviano (Red Patria Nueva "BTV")
- Radio Fides
- Radio Panamericana
- Radio ERBOL
- Radio Metropolitana (del Sistema RTP)
- Radio Batallón Colorados (emisoras castrenses)
- Radio ATB
- Radio Qhana
- RadioFm Bolivia (ex Radio Yungas)

Además existen canales temáticos y de cable.

## Historia

### Antecedentes
La primera transmisión experimental de radio en Bolivia ocurrió en 1897, por parte de dos sacerdotes jesuita, José Clerc y Francisco Cerro. Este suceso se dio lugar en la ciudad de La Paz.  Francisco Cerro sería el mismo que también contribuiría a la segunda transmisión experimental, junto al jesuita francés Pierre Descottes, en 1912. Esa transmisión fue diferente porque se descubrió que la señal (que se emitió desde el Colegio San Calixto) cubría toda la ciudad de La Paz e incluso Viacha.  

### Primeras radios (1928-1933)

#### Radio Chuquisaca (1928)
La radio comercial en Bolivia nació como tal un 29 de septiembre de 1928, con el inicio de transmisiones de Radio Chuquisaca, en la ciudad de Sucre, la capital de Bolivia, fundada por José Camacho Balcázar, obteniendo la licencia "CP-1", que se adoptó también como la licencia de los primeros aviones de la Fuerza Aérea para transmitir.Antiguamente, las licencias de radio se otorgaban por medio de la "Dirección Nacional de Correos y Telégrafos" (antecesora de la ATT). El origen de Radio Chuquisaca se dio en el gobierno de Hernando Siles, quién buscaba acallar a los periódicos.
En los años 50 del siglo XX ampliaría sus frecuencias a nivel nacional. Posteriormente, trasladó la sede de transmisiones a la ciudad de La Paz hasta inicios del siglo XXI, siendo una de las radioemisoras más importantes de Bolivia durante todo el siglo XX. Ya entrado el siglo XXI, sus emisiones se redujeron a su ciudad natal y su región.

#### Radio Nacional (1929)
El 3 de marzo de 1929 se inauguraron las transmisiones de Radio Nacional de Bolivia en la ciudad de La Paz, como un esfuerzo de sus fundadores, los hermanos Enrique y Rodolfo Costas, quienes importaron equipos Steinite para el funcionamiento con alcance nacional del emprendimiento comunicacional. 

#### Radio Illimani (1933)
En el año 1933 inicia sus transmisiones Radio Illimani en La Paz, con el objetivo de informar el desenvolvimiento de la conflagración bélica del Chaco, esta emisora inaugurada por el Estado boliviano oficialmente el 15 de julio de 1933, sería un constituido baluarte de la defensa nacional, oponiéndose con sus mensajes a las señales de propaganda antiboliviana propagadas por estaciones argentinas, como Radio Prieto y Radio Belgrano, ambas alineadas a la causa paraguaya.  una vez firmado el armisticio, Radio Illimani pasó a ser la emisora oficial del Estado boliviano hasta la fecha.

### Surgimiento de nuevas radios (1930-1990)
En Potosí inició sus transmisiones Radio Federal, un 12 de noviembre de 1937, siendo clausurada en 1940 durante el gobierno de Peñaranda. El 7 de octubre de 1938 inauguró transmisiones Radio Oriente, en la ciudad de Santa Cruz de la Sierra.
Posteriormente el 14 de abril de 1939, nace Radio Internacional en onda corta con la finalidad de emitir transmisiones a los centros mineros, teniendo un alcance de audiencia hasta el norte argentino. El 25 de diciembre de 1941 inicia transmisiones, Radio Potosí, un emprendimiento de José Zárate con el lema: "voz de la montaña de plata", bajo un delineamiento de carácter católico.
Otro hito importante es el inicio de transmisiones de Radio Fides en febrero de 1939, un emprendimiento realizado por la Compañía de Jesús acantonada en Bolivia, hoy una cadena de emisoras radiales de gran prestigio internacional, con una agencia de noticias (ANF) y una estación televisiva por cable (Fides TV) a nivel nacional con la misión y servicio de informar a Bolivia.  
Luego del primer lustro de los años cincuenta del siglo XX, la radio en Bolivia experimenta un desarrollo significativo con el inicio de transmisiones de radios: Méndez, San Gabriel, El Cóndor, San Rafaél, Eléctra, Splendid, Pío XII, Florida, Grigotá, San Miguel y la reconocida Radio Nueva América de La Paz, emprendimiento de Raúl Salmón de la Barra quien posteriormente fue alcalde de La Paz en dos ocasiones, marcando un hito en la producción de radionovelas nacionales y transmisiones de programas de consejos sociales. También cabe añadir a la creación de Radio Altiplano, iniciativa de la familia Ibáñez que marcó un hito alternativo informativo en la radiodifusión en plena etapa de dictaduras militares.
En la década de los años setenta del siglo XX, despuntan Radio Panamericana a iniciativa de Miguel Dueri y Miriam Saba, que a la fecha es una de las radioemisoras más reconocidas de Bolivia, también entre muchas otras como Radio Libertad, Radio Integración en sus frecuencias de AM, nace Radio Cristal, emprendimiento del reconocido periodista Mario Castro, con la misión de transmitir música clásica, periodismo serio y profundo con la intención de elevar el nivel cultural de la población, a fines de los años noventa llegó a fundar su emisora gemela Radio Cumbre ambas en amplitud modulada y frecuencia modulada; lastimosamente al despuntar la década de los años 2010, ambos emprendimientos fueron eclipsados para ceder propiedad y transmisiones  a otros formatos manipulados por el mercadeo popular. 
A partir de los años ochenta la cantidad de emisoras se acercó a las 300, dando paso a que éstas aprovechen el uso de la frecuencia FM, dando lugar al desplazamiento de la onda media o AM por la banda de mayor fidelidad FM; recalcando que las bandas onda corta (SW) se mantienen vigentes en las áreas rurales del País.
Al año 2023, las estaciones de radio trabajan en 185 empresas a nivel nacional, que brindan los servicios con estaciones afiliadas a éstas; además de estar todas ellas registradas a la Asociación boliviana de radiodifusoras ASBORA, ente colegiado creado para refrendar y precautelar su legalidad, derechos y obligaciones ante el Estado y la Nación boliviana.   

## Cadenas de radios
| Logo | Canal        | Programación | Eslogan                            | Inicio de transmisiones            | Propietario                                          | Operador                                           |
| ---- | ------------ | ------------ | ---------------------------------- | ---------------------------------- | ---------------------------------------------------- | -------------------------------------------------- |
|      | Illimani     | Generalista  | La señal que une los pueblos       | 15 de julio de 1933 (92 años)      | Estado Boliviano (Público)                           | Radiodifusoras Illimani                            |
|      | Panamericana | Generalista  | El más alto nivel en radiodifusión | 17 de julio de 1972 (53 años)      | Grupo Dueri                                          | Radio Panamericana Somera Ltda.                    |
|      | Fides        | Generalista  | Fides... es la gente               | 2 de febrero de 1939 (86 años)     | Compañía de Jesús                                    | Radio Fides                                        |
|      | Mundial      | Generalista  | La Radio que amora                 | 21 de septiembre de 1996 (28 años) | Grupo Arevalo                                        | Mundial Servicios Publicitarios                    |
|      | Disney       | Generalista  | Eso que querés sentir              | 12 de septiembre de 2011 (13 años) | Grupo Monasterios                                    | Ecor Ltda.                                         |
|      | RQP          | Generalista  | RQP, la radio que pasa más música  | 2 de septiembre de 2013 (11 años)  | Radio Cadena Nacional                                | Aibavision                                         |
|      | ATB Radio    | Generalista  | En toda Bolivia                    | 17 de enero de 2014 (11 años)      | ATBMedia (Privado)                                   | Illimani de Comunicaciones S.A.                    |
|      | Estrella     | Generalista  | La radio que nunca duerme          | 15 de enero de 1988 (37 años)      | Gonzalo Zamorano Butrón (Privado)                    | F.M. 93 La Estrella (Privado)                      |
|      | 96.7         | Generalista  | Siempre a tu lado                  | 20 de octubre de 1991 (33 años)    | Radiodifusoras La Paz SRL (Privado)                  | Radiodifusoras La Paz S.R.L.                       |
|      | APRAC BOL    | Comunitaria  | La Red que une a Bolivia           | 6 de enero de 2016                 | Asociación Provincial de Radios Comunitarias (APRAC) | Asociacio Provincial de Radio Comunitarias (APRAC) |

### Cadenas internacionales
Son señales internacionales que representan a Bolivia en varias cableoperadoras o televisión abierta de otros países
| Logo | Canal                       | Programación | Propietario                                                                                  | Canales miembros                            | Cobertura | Frecuencia |
| ---- | --------------------------- | ------------ | -------------------------------------------------------------------------------------------- | ------------------------------------------- | --------- | ---------- |
|      | Radio Francia Internacional | Generalista  | Ver lista - Radio Francia Internacional (RFI) - Instituto Franco Boliviano para la Educación | Radio Francia Internacional (2013-presente) | Bolivia   | 106.9 FM   |

## Lista de emisoras
| Logo | Canal                      | Programación                 | Propietario                                   | Cobertura  | Empresa de pago |
| ---- | -------------------------- | ---------------------------- | --------------------------------------------- | ---------- | --------------- |
|      | WKM Radio                  | Rock                         | WKM Radio                                     | Oruro      | Todos           |
|      | Radio Laser (Bolivia)      | Generalista                  | Radio Fides                                   | La Paz     | Radio Fides     |
|      | Radio Melodia FM 99.3      | Generalista                  | Radio Melodia FM 99.3                         | La Paz     | Todos           |
|      | Radio Ciudad 91.3          | Generalista                  | Radio Ciudad S.R.L.                           | La Paz     | Todos           |
|      | Radio Activa La Paz        | Generalista                  | Sistema de Comunicaciones ANDINA              | La Paz     | Todos           |
|      | Radio Oxígeno (Bolivia)    | Clásicos en inglés e español | Garjal Producciones SRL                       | Cochabamba | Grupo RPP       |
|      | Radio Romántica (Bolivia)  | Romántica                    | Persystem SRL                                 | Cochabamba | Grupo RPP       |
|      | Radio Diana D (Bolivia)    | Rock                         | Frecuencia Modulada Diana "D" (Radio Diana D) | Cochabamba | Todos           |
|      | Radio Compañera 106.3      | Generalista                  | Radio Compañera 106.3                         | La Paz     | Todos           |
|      | Radio Kawsachun Coca (RKC) | Generalista                  | Seis Federaciones del Trópico de Cochabamba   | Cochabamba | Todos           |

## Estaciones desaparecidas
| Canal                                     | Propietario anterior                                          | Propietario actual               | Reemplazado por     | Fecha de creación original | Fecha de reemplazo |
| ----------------------------------------- | ------------------------------------------------------------- | -------------------------------- | ------------------- | -------------------------- | ------------------ |
| Radio Potencia 101.2/Radio Infinita 101.2 | Sistema Integral Iberoamericano De Comunicaciones Siic S.R.L. | Sistema de Comunicaciones Andina | Radio Activa La Paz | 2012                       | 2022               |
| Radio Moda                                | Persystem                                                     | Grupo RPP                        | Radio Romantica     | 2014                       | 2021               |
| Radio Cotas (Santa Cruz)                  | Cooperativa de Telecomunicaciones Santa Cruz LTDA.            | Cotas R.L.                       | COTAS               | Década de 1985             | 2000               |
| La Tremenda 95.8                          | Radio La Tremenda F.M.                                        | Radio La Tremenda F.M.           | Radio Uno 96.7      | 2010                       | 2022               |